# Белебеевский кантон
Белебеевский кантон (баш. Бәләбәй кантоны) — кантон в составе Автономной Башкирской Социалистической Советской Республики (1922—1930).
Административный центр — г. Белебей.

## Географическое положение

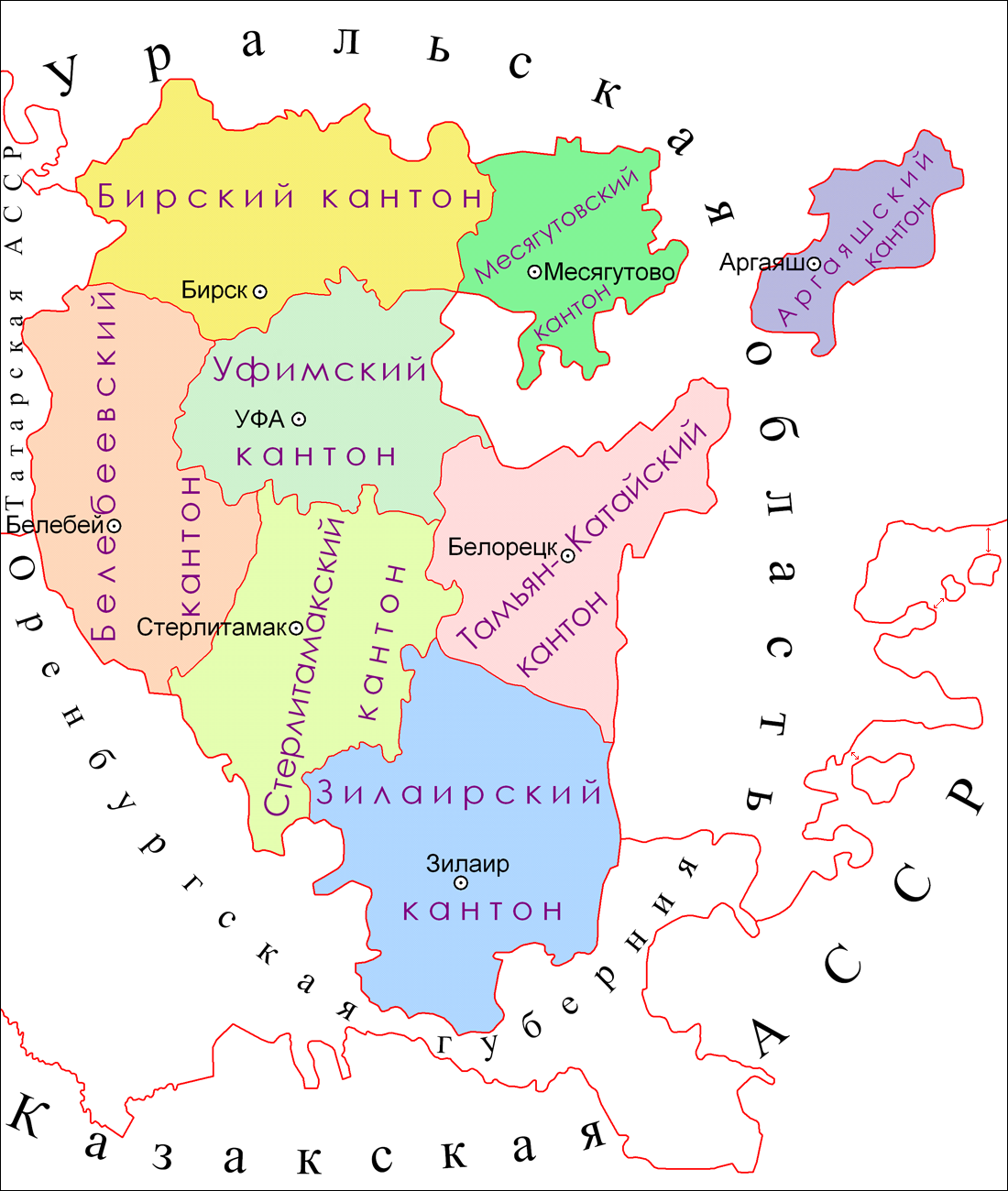

Белебеевский кантон был расположен в западной части Башкирской АССР. Кантон на севере граничил с Бирским кантоном, на востоке — Стерлитамакским и Уфимским кантонами Башкирской АССР, на юге — Оренбургской губернией, а на западе — Самарской губернией и Татарской АССР.

## История
Белебеевский кантон был образован 18 июля 1922 года в составе Автономной Башкирской Советской Республики из 44 волостей Белебеевского уезда.
10 августа  1922 года Покровская и Фёдоровская волости переданы Стерлитамакскому кантону.
10 февраля 1923 года в состав кантона была включена территория упразднённого Ток-Чуранского кантона, согласно Постановлению ВЦИК от 21 октября 1924 года данная территория бывшего Ток-Чуранского кантона была передана в состав Киргизской АССР.
Согласно постановлению Президиума Башкирского центрального исполнительного комитета от 10 февраля 1923 года Белебеевский кантон был поделён на 17 волостей, а по декретам ВЦИК от 15 декабря 1924 года и от 14 июня 1926 года — на 19 волостей.
20 августа 1930 года Белебеевский кантон упразднён, а его территория вошла в состав Бакалинского (Бакалинская, Куручевская, части Резяповской и Шаранской волости), Белебеевского (части Белебеевской, Верхне-Троицкой, Ермекеевской, Слаковской и Чукадытамакской волостей), Бижбулякского (части Бижбулякской, Зильдяровской, Приютовской и Слаковской волостей), Буздякского (части Ахуновской, Буздякской и Чукадытамакской волостей), Давлекановского (Давлекановская, части Альшеевской и Буздякской волостей), Киргиз-Миякинского (Киргиз-Миякинская, части Альшеевской, Зильдяровской и Слаковской волостей), Приютовского (части Белебеевской, Ермекеевской и Приютовской волостей), Туймазинского (части Аднагуловской, Ахуновской, Буздякской, Верхне-Троицкой, Чукадытамакской и Шаранской волостей) и Чекмагушевского (Чекмагушевская и часть Резяповской волостей) районов автономной республики.

## Административно-территориальное деление
Согласно постановлению Президиума Башкирского центрального исполнительного комитета от 10 февраля 1923 года Белебеевский кантон состоял из следующих волостей:
1. Аднагуловская (с волостным центром — д. Аднагулово, образующаяся из волостей Аднагуловской, Верхне-Бишиндинской, Николаевской и Тюменяковской);
2. Аксаковская (с. Надеждино, из волостей Аксаковской, Менеузбашевской и Усень-Ивановской);
3. Альшеевская (д. Альшеево, из волостей Альшеевской, Нигаметуллинской, Слаковской и Трунтаишевской);
4. Бакалинская (с. Бакалы, из волостей Бакалинской, Дияшевской и Нагайбакской);
5. Буздякская (д. Буздяк, из волостей Буздякской и Чермасанской)
6. Васильевская (д. Бикташевo, из волостей Васильевской и Н. Шаховской);
7. Гайныямаковская (д. Гайныямакова, из волостей Гайныямаковской, Ильчигуловской и Киргиз-Миякинской);
8. Давлекановская (с. Давлеканово, из волостей Имай-Карамалинской и Казангуловской);
9. Ермекеевская (д. Ермекеевo, из волостей Ермекеевской, Ильинской и Семено-Макаровской);
10. Зильдяровская (д. Зильдяровo, из волостей Артюховской, Зильдяровской и Илькульминской);
11. Куручевская (д. Куручевo, из волостей Каръянзинской и Куручевской);
12. Старо-Калмашевская (д. Ст. Калмашево, из волостей Имянликулинской и Ст. Калмашевской);
13. Троицкая (с. Троицкий, из волостей В. Троицкой, Елизаветинской и С. Тураевской);
14. Тюрюшевская (д. Тюрюшевo, из Тюрюшевской волости);
15. Чукадытамакская (д. Чукадытамаковo, из Чукадытамакской волости);
16. Шаранская (д. Шаран из волостей Заитовской, Кичкиняшевской, Н.-Юзинской и Шаранской);
17. Ток-Чуранская (х. Шихобаловo, из бывшего Ток-Чуранского кантона).

Согласно декрету ВЦИК от 15 декабря 1924 года Белебеевский кантон состоял из следующих волостей: Аднагуловская (центр — ст. Туймаза), Альшеевская (д. Альшеево), Ахуновская (д. Ахунова), Бакалинская (с. Бакалы), Белебеевская (г. Белебей), Бишбулаковская (с. Бишбулак), Буздяковская (д. Буздяк), Верхне-Троицкая (с. Верхне-Троицкое), Давлекановская (с. Давлеканово), Ермекеевская (д. Ермекеево), Зильдяровская (д. Зильдярово), Киргиз-Миякинская (д. Киргиз-Мияки), Куручевская (д. Куручева), Приютовская (ст. Приютово), Резяповская (д. Резяпова), Слаковская (с. Никифорово), Чекмагушевская (д. Чекмагуш), Чукадытамакская (д. Чукадытамак), Шаранская (с. Шаран).

## Население
Численность населения по данным Всесоюзной переписи населения 1926 года по Белебеевскому кантону:
| Численность населения | Мужчины | Женщины | Обоего пола |
| --------------------- | ------- | ------- | ----------- |
| Всё население         | 265 469 | 291 212 | 556 681     |
| Городское население   | 13 706  | 14 857  | 28 563      |
| Сельское население    | 251 763 | 276 355 | 528 118     |

## Хозяйство
Основной отраслью экономики кантона являлось сельское хозяйство. В 1927 году площадь пашни составляла 554,5 тыс.га, в которых преобладали посевы ржи (206,6 тыс.га) и пшеницы (117,9 тыс.га), а также имелись посевы овса — 95,4 тыс.га, проса — 42,1 тыс.га, гречихи — 39,7 тыс.га, картофеля — 15,5 тыс.га и др.
Численность поголовья крупно рогатого скота в 1927 году достигало 227 415, лошадей — 170 298, овец — 601 449, коз — 28 640 и свиней — 29 315.
В 1926 году функционировали 87 базаров. Работали Белебеевский спиртоводочный и Знаменский винокуренный заводы, кожевенный завод, суконная фабрика.
В 1926 году в кантоне насчитывалось 524 школы 1‑й ступени, в 1929 году — 1 библиотека и 29 изб-читален, в 1930 году — 14 больниц и 18 амбулаторий.